# Trương Vũ (Tây Hán)
Trương Vũ (chữ Hán: 張禹, ? – 5 TCN), tự Tử Văn, quan viên, bậc cự Nho đời Tây Hán trong lịch sử Trung Quốc. Ông từng làm thừa tướng 6 năm (25 TCN – 20 TCN), nhưng kiêng dè ngoại thích họ Vương, nên không có đóng góp gì.

## Sớm tỏ thông minh, tinh thông Kinh học
Nguyên tịch của Vũ ở huyện Chỉ, quận Hà Nội , đến đời cha của ông dời nhà về huyện Liên Chước thuộc Tả Phùng Dực . Khi Vũ còn nhỏ, nhiều lần theo người nhà ra chợ, ưa dừng lại ngay trước hàng xem bói mà nhìn. Về sau, Vũ thông hiểu thuật chiêm bốc, đứng bên cạnh có thể góp lời. Thầy bói yêu mến, lấy làm kỳ về diện mạo của Vũ, nói với cha của ông rằng: "Đứa nhỏ này thông minh, có thể học tập Kinh thuật." 
Đến khi trưởng thành, Vũ vào Trường An du học, theo người Bái Quận là Thi Thù học kinh Dịch, theo người Lang Da là Vương Dương, người Giao Đông là Dung Sanh học Luận Ngữ. Vũ đã học thành tài, cũng có nhiều học trò, sau đó được cử làm Quận văn học. Trong niên hiệu Cam Lộ (53 TCN – 50 TCN) thời Hán Tuyên đế, Vũ được các nhà nho tiến cử, nhận chiếu đến vấn đáp với Thái tử thái phó Tiêu Vọng Chi. Vũ trả lời về đại nghĩa của kinh Dịch và Luận Ngữ, Vọng Chi hài lòng, tâu rằng Vũ thông hiểu Kinh học, lại được thầy giỏi dạy dỗ, có thể đảm nhiệm quan chức. Lời tâu không được hoàng đế hồi đáp, nên Vũ phải trở về quận. Sau đó, Vũ vượt qua khảo thí, được làm Bác sĩ.

## Làm thầy Thái tử, kiêng dè ngoại thích
Trong niên hiệu Sơ Nguyên (48 TCN – 44 TCN), Hán Nguyên đế lập hoàng thái tử; bấy giờ Bác sĩ Trịnh Khoan Trung lấy Thượng Thư dạy thái tử Lưu Ngao, dâng lời rằng Vũ giỏi Luận Ngữ. Vì thế triều đình giáng chiếu lấy Vũ dạy Luận Ngữ cho thái tử, thăng làm Quang lộc đại phu. Mấy năm sau, Vũ được ra làm Đông Bình nội sử.
Lưu Ngao nối ngôi, tức là Hán Thành đế, chinh Vũ, Khoan Trung về triều, đều ban cho các thầy tước Quan nội hầu, Khoan Trung được nhận thực ấp 800 hộ, Vũ được nhận 600 hộ. Vũ được bái giai là Chư lại quang lộc đại phu, trật là Trung nhị thiên thạch, chức là Cấp sự trung, lĩnh Thượng thư sự. Bấy giờ, cậu của đế là Dương Bình hầu Vương Phượng làm Đại tướng quân, chuyên quyền phụ chánh. Nhưng Thành đế còn trẻ tuổi, tính khiêm nhường, đang hâm mộ Kinh học, muốn tỏ ra tôn trọng sư phó. Vì thế Vũ với Phượng đều được lĩnh Thượng thư, khiến trong lòng ông bất an, nhiều lần phát bệnh, dâng thư xin Khất hài cốt, muốn lui ra để tránh Phượng. Thành đế đáp rằng: "Trẫm nhỏ tuổi cầm quyền, sợ lầm lỡ việc gì quan trọng; ngài nhờ đạo đức mà làm thầy, nên mới gởi gắm việc nước. Ngài sao lại nghi ngờ mà nhiều lần xin Khất hài cốt, quên đi tình thầy trò, muốn tránh lời đồn nhảm? Trẫm chẳng nghe ai cả. Ngài cứ vững lòng dạ, nắm giữ mọi việc, nỗ lực mà làm, chớ trái ý trẫm." Thành đế gia ban cho Vũ trăm cân hoàng kim, bò công, rượu Thượng tôn , thái quan làm cơm , thị y xem bệnh , sứ giả thăm hỏi. Vũ sợ hãi, quay lại làm việc.

## Phong hầu bái tướng, cáo lão về nhà
Năm Hà Bình thứ 4 (25 TCN), Vũ được thay Vương Thương làm thừa tướng, phong An Xương hầu.
Vũ làm thừa tướng 6 năm, đến năm Hồng Gia đầu tiên (20 TCN), lấy cớ già bệnh xin Khất hài cốt; Thành đế an ủi đôi lần, rồi đồng ý. Vũ được ban An xa có 4 ngựa , trăm cân hoàng kim, được bãi quan về phủ đệ, lấy tư cách Liệt hầu vào chầu các ngày sóc – vọng, nhận vị Đặc tiến, hành lễ như thừa tướng, đặt Tòng sự sử 5 người, thêm phong 400 hộ. Thành đế mấy lần ban thưởng, Vũ trước sau được nhận vài ngàn vạn tiền.

## Mua ruộng làm giàu, sanh hoạt xa xỉ
Vũ làm người thận trọng, nên trong nhà không đủ tiền bạc, sanh kế của gia đình dựa vào ruộng vườn. Sau khi giàu sang, Vũ mua đến 400 khoảnh ruộng, đều là nơi được nước sông Kinh, Vị tưới mát, vô cùng màu mỡ và đáng giá.
Vũ tinh thông âm nhạc, sanh hoạt xa xỉ, bản thân ở nhà lớn, đằng sau diễn tập đàn sáo.
Đệ tử của Vũ thành đạt nổi bật có người Hoài Duyên là Bành Tuyên được làm đến Đại tư không, người Bái Quận là Đái Sùng được làm đến Thiếu phủ cửu khanh. Tuyên làm người cung kính, tằn tiện, giữ chuẩn tắc, còn Sùng hòa nhã, dễ dãi, lại khôn khéo. Hai người khác nhau như vậy, Vũ đối với Sùng thì gần gũi, yêu mến, đối Tuyên thì tôn trọng nhưng xa cách. Sùng mỗi khi đến thăm Vũ, luôn đòi thầy bày tiệc chơi nhạc cùng mình vui vẻ, vì thế Vũ đem Sùng vào sau nhà, cho phép phụ nữ tiếp đãi anh ta, để phường chèo thổi sáo gảy đàn vô cùng vui vẻ, tận khuya mới thôi. Tuyên mỗi khi đến thăm, Vũ cho ngồi bên cạnh, rồi giảng luận kinh nghĩa, đến bữa ăn chỉ có một bát thịt, một chén rượu. Tuyên chưa từng bước vào nhà sau của Vũ, mà Tuyên với Sùng biết rõ tình huống của nhau, nhưng đều cho rằng như vậy là thích hợp.

## Xin đất làm mồ, cầu quan cho con
Về già, Vũ tự sửa mồ mả, xây nhà thờ, ưa thích khu đất của đình Phì Ngưu thuộc huyện Bình Lăng (cũng là nơi đặt lăng mộ của Hán Chiêu đế), lấy cớ nơi ấy gần Duyên Lăng (là nơi sẽ đặt lăng mộ mà Hán Thành đế đã chọn), tâu lên cầu xin; Thành đế đồng ý, giáng chiếu lệnh cho Bình Lăng dời đình đi nơi khác. Khúc Dương hầu Vương Căn phản đối: "Đất này là đường dành cho sĩ đại phu rời khỏi tẩm miếu của Bình Lăng, Vũ làm sư phó, không giữ tính khiêm nhường, đến mức xin lấy đường đi của sĩ đại phu, còn dời phá đình cũ, là hai lần không thỏa đáng. Khổng tử nói: ‘Tứ yêu dê, ta yêu lễ’ , ứng với việc ban đất ấy cho Vũ đấy!" Tuy Vương Căn là cậu, nhưng Thành đế kính trọng không bằng Vũ, nên lời của Căn dẫu đúng, Thành đế vẫn không nghe theo, cuối cùng đem đất ấy ban cho Vũ. Vì thế Căn căm ghét Vũ được sủng kính, nhiều lần chỉ trích ông.
Thành đế ngày càng sủng kính Vũ; mỗi khi Vũ bệnh, đế liền hỏi thăm tình hình sanh hoạt của ông, tự đến thăm hỏi. Thành đế vái Vũ bên giường, ông dập đầu tạ ơn, nhân đó nói rằng: "Lão thần có 4 trai 1 gái, yêu con gái hơn con trai, gái gả đi xa làm vợ của Trương Dịch thái thú Tiêu Hàm (con trai của Tiêu Vọng Chi), không chịu được nỗi nhớ cha con, mong được ở gần." Thành đế lập tức dời Hàm làm Hoằng Nông thái thú. Con trai út của Vũ chưa được làm quan, Thành đế đến thăm nhà, ông mấy lần đưa mắt nhìn con, đế lập tức ở bên giường của Vũ bái anh ta làm Hoàng môn lang, Cấp sự trung.

## Ủng hộ họ Vương, bảo toàn đời sau
Vũ dẫu ở nhà, nhưng nhờ vị Đặc tiến làm thầy của thiên tử, nước nhà mỗi khi có việc lớn, ắt ông được tham gia bàn bạc. Trong niên hiệu Vĩnh Thụy, Nguyên Duyên, nhiều lần xảy ra nhật thực, động đất, quan dân lắm người dâng thư nói rằng điềm tai dị là do họ Vương chuyên chánh gây ra. Hán Thành đế sợ thiên tai tiếp tục xuất hiện, nảy sinh suy nghĩ đồng tình với họ, nhưng chưa có quyết định, bèn đích thân đến nhà Vũ, đuổi hết mọi người đi, rồi hỏi ý kiến của ông. Vũ tự biết mình đã già, con cháu yếu kém, bản thân có khúc mắc với Vương Căn, sợ lại gây oán, nên nói rằng: "Đời Xuân Thu 242 năm, có hơn 30 lần nhật thực, hơn 50 lần động đất, hoặc là chư hầu giết lẫn nhau, hoặc là Di Địch xâm Trung Quốc, điềm tai dị sâu xa khó hiểu, nên thánh nhân ít nói về thiên mệnh, cũng không nhắc đến quái dị quỷ thần . Nhân tính và thiên đạo, từ Tử Cống về sau không được nghe nữa , hà huống lời của bọn nhà Nho tầm nhìn hạn hẹp! Bệ hạ nên sửa chánh sự để đợi điềm lành, cùng kẻ dưới hưởng sự vui vẻ, đây mới ý tứ của kinh nghĩa. Đám thư sanh của Tân học, gây loạn đạo lầm người, không đáng tin dùng, hãy lấy Kinh thuật xét đoán bọn chúng." Thành đế vốn tin yêu Vũ, do vậy không còn nghi ngại họ Vương nữa. Sau khi Vương Căn với con em họ Vương nghe được lời Vũ, đều vui mừng, bèn kết thân với ông.
Vũ thấy bấy giờ có điềm tai dị, mà sức khỏe của Hán Thành đế không tốt, thường chọn ngày để trai giới, sửa áo mũ, bói cỏ thi dưới trời sao; nếu gặp quẻ cát thì hiến lên hoàng đế, còn gặp quẻ không cát thì lo buồn ra mặt.
Hán Thành đế băng, Vũ tiếp tục phụng sự Hán Ai đế. Năm Kiến Bình thứ 2 (5 TCN), Vũ mất, được đặt thụy là Tiết hầu. Vũ có bốn con trai: trưởng tử Trương Hoành được nối tước hầu, làm quan đến Thái thường, vị liệt vào Cửu khanh; 3 em trai của Hoành đều được làm đến Hiệu úy, Tán kỵ, Chư tào.

## Đánh giá
Khi xưa Vũ còn dạy học cho Thái tử Lưu Ngao, đem lời giải dành cho những thắc mắc của Thái tử về Kinh học, làm ra sách Luận Ngữ chương cú để hiến lên. Trước đó, từ Lỗ Phù Khanh cho đến Hạ Hầu Thắng, Vương Dương, Tiêu Vọng Chi, Vi Huyền Thành đều giảng Luận Ngữ, có nhiều khác biệt. Vũ trước theo học Vương Dương, sau theo học Dung Sanh, thu nạp sở trưởng các nhà, nhờ vậy mà giành được địa vị tôn quý trong giới học giả. Các nhà Nho đều nói: "Muốn giảng Luận, nhớ Trương Văn." Do vậy học giả phần nhiều hưởng ứng bài giảng của Trương Vũ, khiến các nhà đều suy vi.
Ban Cố nhận xét: Từ khi Hán Vũ đế chấn hưng nghề học, Công Tôn Hoằng nhờ Nho học làm tể tướng, về sau Thái Nghĩa, Vi Hiền, Vi Huyền Thành (Huyền Thành là con trai út của Vi Hiền), Khuông Hành, Trương Vũ, Trạch Phương Tiến, Khổng Quang, Bình Đương, Mã Cung cùng con của Đương là Yến đều lấy thân phận tông sư của Nho học mà ngồi ở ngôi vị tể tướng, khôi phục vai trò sĩ đại phu cho nhà Nho, lưu truyền lời dạy của tiên vương (tức Khổng tử); học vấn của họ đến thế, nhưng đều vì nắm lợi lộc, giữ địa vị, mà chịu tiếng xấu là kẻ a dua. Người ta lấy truyện tích của người xưa để làm gương, ôi có thể làm tốt hơn họ chăng! 